# Trikeraia oreophila
Trikeraia oreophila là một loài thực vật có hoa trong họ Hòa thảo. Loài này được Cope miêu tả khoa học đầu tiên năm 1987.